# Dreieckiger Pfahl

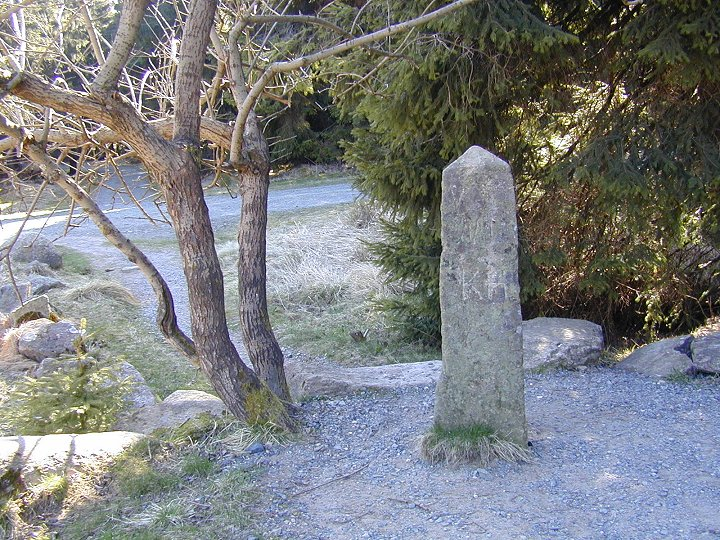
Dreieckiger Pfahl

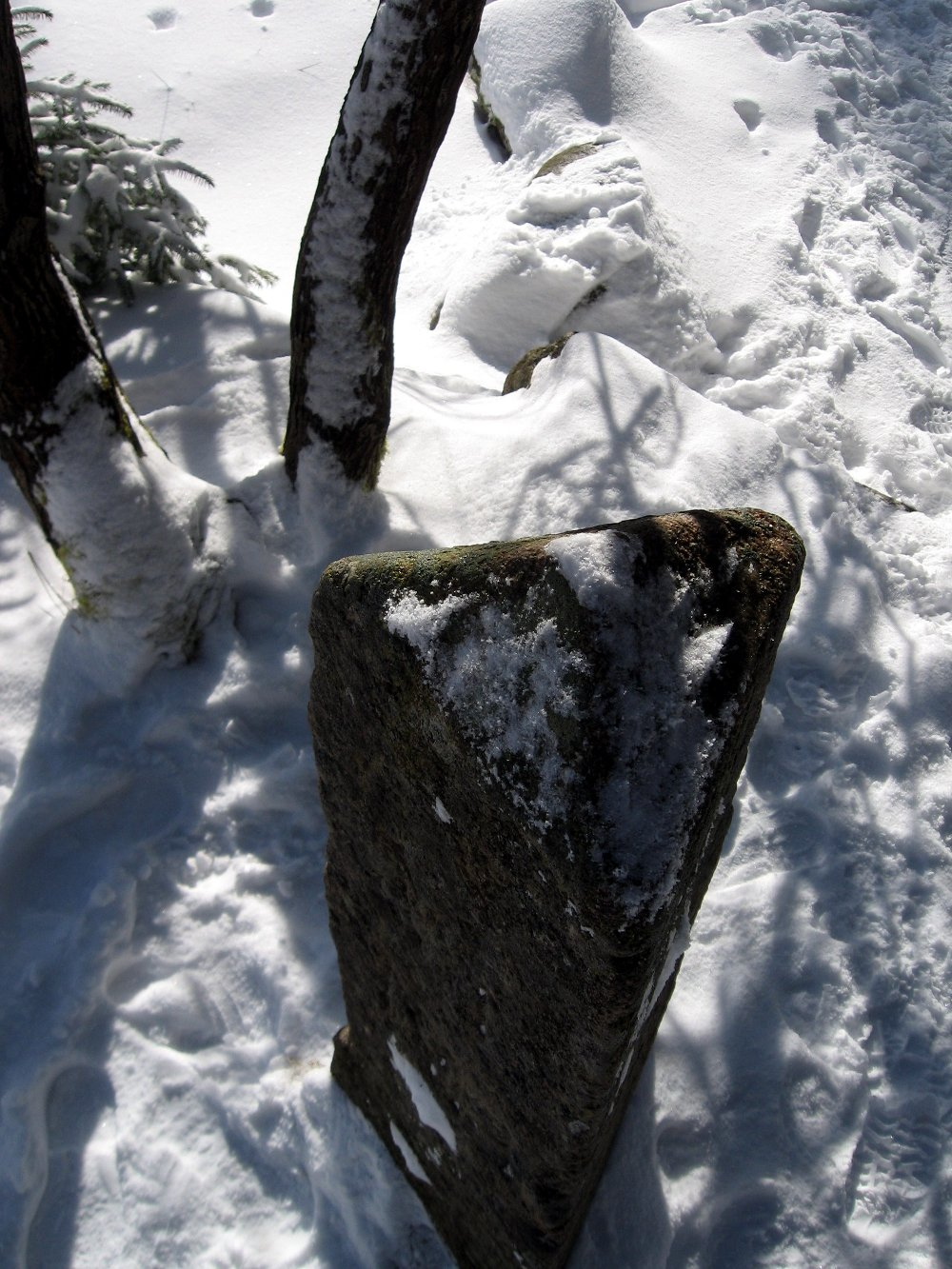
Grenzpfahl: Draufsicht

Der Dreieckige Pfahl ist ein historischer, etwa 1,35 m hoher Grenzstein aus Granit südwestlich des Brockens im Nationalpark Harz. Der vor 1866 gesetzte Stein markierte die Grenze zwischen dem Königreich Hannover und dem Herzogtum Braunschweig. Ursprünglich markierte diese Stelle ein Dreiländereck. Während der Deutschen Teilung verlief hier die Grenze zwischen der DDR und der Bundesrepublik Deutschland. Heute verläuft hier die Grenze zwischen Sachsen-Anhalt und Niedersachsen, wobei der Dreieckige Pfahl knapp auf niedersächsischer Seite liegt und auch im Kalten Krieg (von Westen) zugänglich war.
Der historische Stein steht auf etwa 870 m Höhe rund 2,5 km östlich des Parkplatzes "Soldatenfriedhof" und des  Ehrenfriedhofs Oderbrück, an der Bundesstraße 4 zwischen Torfhaus und Oderbrück.
Eine erste urkundliche Erwähnung eines hier gesetzten Grenzsteins datiert aus dem Jahr 1727. Auf einer Karte des Oberforstes Braunlage befindet sich der Vermerk „drey Eckjer Pfahl anno 1698“. Aus einer Beschreibung der Harzburger Forsten wird der ursprüngliche Stein wie folgt beschrieben:

„Solcher Pfahl ist auch nach Communion Seite zur linken Hand mit Nr. 1 und einer Wolfsangel, nach Braunlagischer Seite mit drey Hieben und auf Elbingeroder Seite mit Nr. 1 und einem Kreuz ingleichen mit der Jahreszahl 1698 gesetzt und hat dabei seinen Namen erhalten.“

Die Grenzmarkierung wurde später regelmäßig erneuert. 1736 wurde ein Holzpfahl und 1791 ein Stein gesetzt. 1844 folgte eine Ausführung in Eichenholz.
Der heute noch bestehende dreieckige Stein wurde vor 1866 gesetzt. Er trägt die Nr. 1 und auf nordöstlicher und südwestlicher Seite die Buchstaben KH für Königreich Hannover und auf südöstlicher Seite die Buchstaben HB für Herzogtum Braunschweig. Die ursprüngliche dreieckige Gestaltung wurde beibehalten.
1894 war direkt am Dreieckigen Pfahl eine Bahnstation geplant. Ingenieur Louis Degen, der Pläne für eine über braunschweigisches Gebiet verlaufende Harzbahn von Walkenried über Wieda nach Braunlage (spätere Schmalspurbahn Walkenried–Braunlage/Tanne) ausgearbeitet hatte, sah eine Weiterführung der Strecke bis zum nördlichsten Punkt dieses braunschweigischen Landesteils – dem Landkreis Blankenburg – vor.
Zuvor war 1892 die von mehreren Gemeinden im Westharz beantragte Schaffung eines Fahrweges, der am Dreieckigen Pfahl von der Fahrstraße Torfhaus/Oderbrück nach Schierke abzweigte und bis zur Brockenstraße führen sollte, von der Fürstlich Stolberg-Wernigerödischen Kammer abgelehnt worden.
Die Station sollte mit einem Umsetzgleis ausgerüstet werden. Die Bahn wurde jedoch nur bis Braunlage gebaut. Ein Gütergleis führte bis in den Norden Braunlages zum Granitsteinbruch am Wurmberg. Den Dreieckigen Pfahl erreichte sie aber nicht.

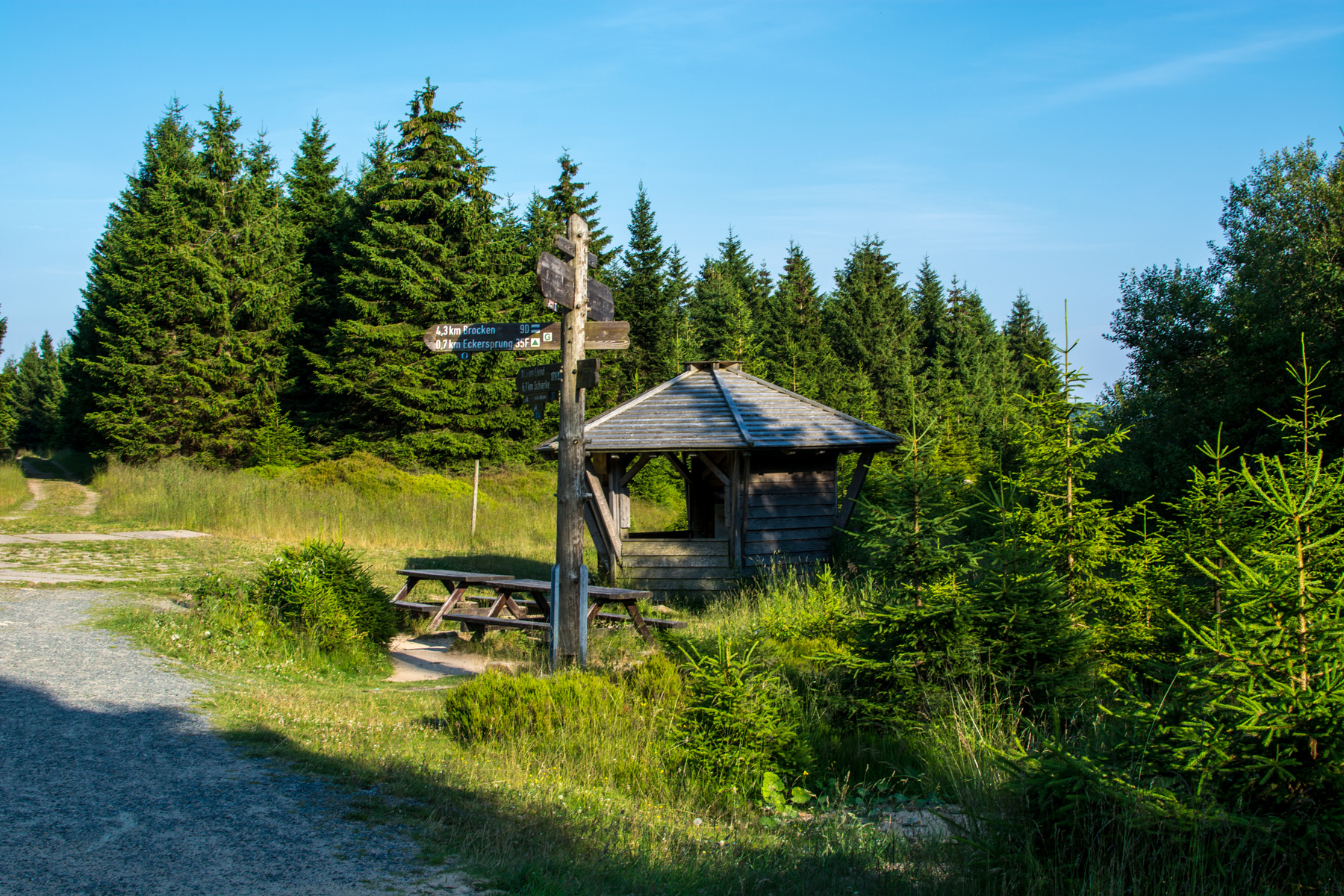
Blick von Westen auf die Schutzhütte

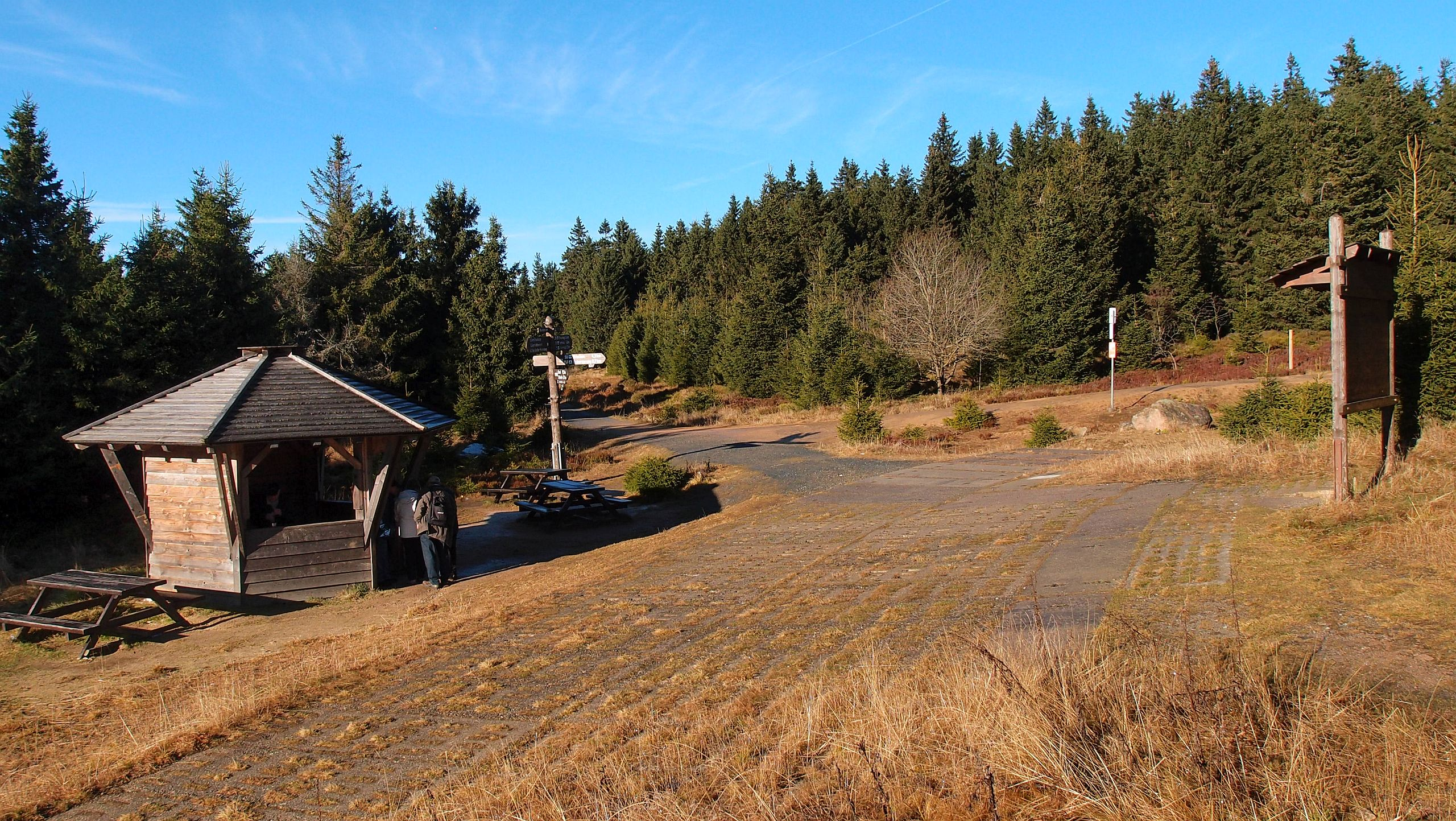
Blick von Osten auf das Wegkreuz und die Schutzhütte

Bis 1945 befand sich am Dreieckigen Pfahl eine kleine Wirtschaft, die vor allem von Brocken-Wanderern besucht wurde. Das Gebäude wurde durch amerikanische Truppen im April 1945 niedergebrannt, da sich seinerzeit noch SS- und Wehrmachtssoldaten sowie HJ in den Hütten dieses Gebietes versteckt hielten. Die Gaststätte wurde nicht wieder aufgebaut.
Heute befindet sich in der Nähe des Dreieckigen Pfahls eine Wegkreuzung für Wanderer und Mountainbiker. In südlicher Richtung führt sowohl auf niedersächsischer als auch entlang des Kolonnenweges auf sachsen-anhaltischer Seite jeweils ein Weg zum Wurmberg. In nördlicher Richtung geht es ebenfalls entlang des Kolonnenweges zum Brocken. Nach Osten gelangt man über die Sandbrinkstraße nach Schierke und in westliche Richtung führt jeweils ein Weg nach Oderbrück und zur Bushaltestelle Ehrenfriedhof an der Bundesstraße 4, von wo der Dreieckige Pfahl am einfachsten zu erreichen ist. Am Dreieckigen Pfahl befindet sich auf niedersächsischer Seite ein Rastplatz und auf sachsen-anhaltischer Seite eine Schutzhütte mit der Stempelstelle Nr. 168 der Harzer Wandernadel.